# Бофремон, Шарль-Роже де
Принц Шарль-Роже де Бофремон (фр. Charles-Roger de Bauffremont; 4 октября 1713, Париж — 21 марта 1795, Сези), князь Священной Римской империи — французский генерал, участник войн Людовика XV.

## Биография
Второй сын Луи-Бенина де Бофремона, маркиза де Листене и Клерво, и Элен де Куртене.
Маркиз де Листенуа, с 1769 года принц де Бофремон. Как и его младшие братья, был принят в рыцари Мальтийского ордена без предъявления доказательств благородного происхождения со стороны матери, так как родословная дома Куртене не вызывала сомнений.
Капитан роты драгунского полка Бофремона, стал командиром полка в 1744 году, после отставки старшего брата. Командовал драгунами Бофремона в битве при Фонтенуа.
20 марта 1747 произведен в бригадиры драгун, и вскоре отказался от командования полком. В 1757 году дипломом императора Франца I был, вместе с братьями, возведен в достоинство имперского князя, с правом именоваться кузеном императора.
В 1768 году пожалован в рыцари военного ордена Святого Людовика, а 9 июля 1769 произведен в лагерные маршалы.
Был камергером короля Станислава Лещинского, герцога Лотарингии, и великим бальи Брие.
В 1789 году пожалован в рыцари испанского ордена Золотого руна.
Убежденный холостяк, принц де Бофремон не скрывал своих гомосексуальных наклонностей. «Шалость в итальянском вкусе» с кем-то из швейцарских гвардейцев помешала его номинации на получение ордена Святого Духа. Завещание, данное принцем в пользу своего любовника, афериста по имени Руссо, было аннулировано судом Парижского трибунала 15 мая 1797.

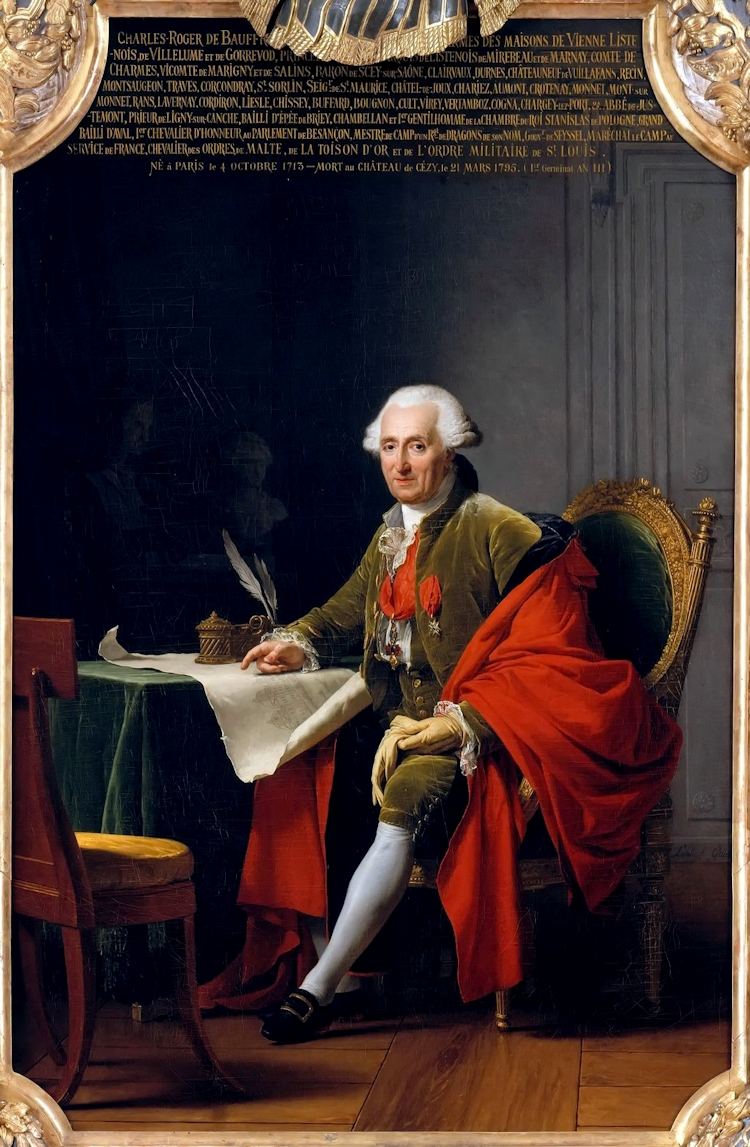
Аделаида Лабиль-Гиар. Портрет принца Шарля-Роже де Бофремона. 1791. Версаль

Портрет принца де Бофремона с орденскими регалиями, работы Аделаиды Лабиль-Гиар, выставленный в салоне в 1791 году, ныне хранится в Версале, а терракотовый бюст работы Люка-Франсуа Бретона (ок. 1771—1773), был приобретен на аукционе Кристис в Париже в 2015 году за 3500 евро (3948 долларов США) и демонстрируется в Музее искусств Толидо в Огайо, как бюст «маршала Бофремона».